# Karosa SB
Karosa SB (střední bus) — городской автобус среднего класса, выпускавшийся компанией Karosa во второй половине 1950-х годов, параллельно с Škoda 706 RTO.

## Описание
Автобус Karosa SB является частью семейства Škoda 706 RTO. Городской автобус оснащён двумя входными дверьми с пневматическим управлением, пригородный — одной.
Задняя ось автобуса — Praga, передняя ось — Tatra (взята от предшественника Tatra 500 HB).

## Производство
В 1958—1959 годах было изготовлено 4 опытных экземпляра. Один экземпляр оснащён двигателем Praga, остальные оснащены двигателем Tatra.